# Mistrzostwa Europy w Lekkoatletyce 1986 – bieg na 800 m kobiet

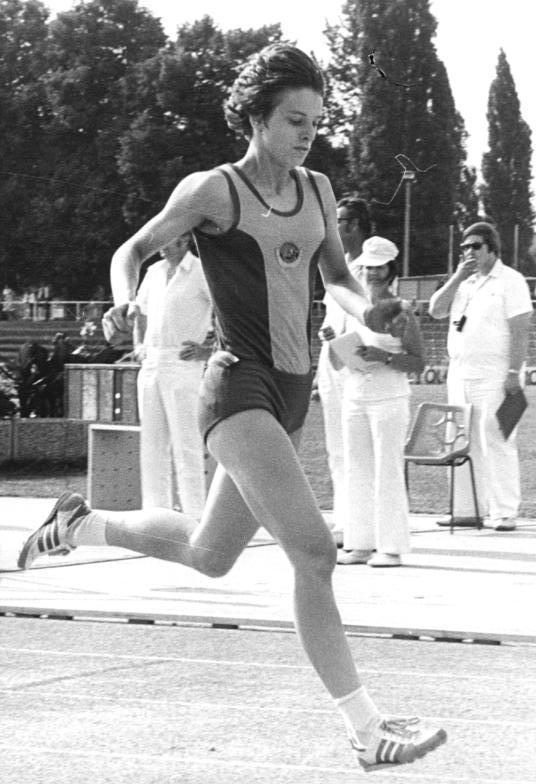
Sigrun Wodars

Bieg na dystansie 800 metrów kobiet był jedną z konkurencji rozgrywanych podczas XIV mistrzostw Europy w Stuttgarcie. Biegi eliminacyjne zostały rozegrane 26 sierpnia, biegi półfinałowe 27 sierpnia, a bieg finałowy 28 sierpnia 1986 roku. Zwyciężczynią tej konkurencji została reprezentantka Związku Radzieckiego Nadieżda Olizarenko. W rywalizacji wzięło udział siedemnaście zawodniczek z dziesięciu reprezentacji.

## Rekordy
| Rekord świata     | Jarmila Kratochvílová (CSK) | 1:53,28 | Monachium, RFN | 26.07.1983. |
| Rekord Europy     | Jarmila Kratochvílová (CSK) | 1:53,28 | Monachium, RFN | 26.07.1983  |
| Rekord mistrzostw | Olga Miniejewa (SUN)        | 1:55,41 | Ateny, Grecja  | 08.09.1982  |

## Wyniki

### Eliminacje
Rozegrano trzy biegi eliminacyjne. Do półfinałów awansowały po cztery najlepsze zawodniczki każdego biegu eliminacyjnego (Q) oraz cztery spośród pozostałych z najlepszym czasem (q).
Bieg 1
| Miejsce | Zawodniczka      | Czas    | Uwagi |
| ------- | ---------------- | ------- | ----- |
| 1       | Lubow Gurina     | 2:00,22 | Q     |
| 2       | Gaby Bußmann     | 2:00,27 | Q     |
| 3       | Sigrun Wodars    | 2:00,28 | Q     |
| 4       | Mitica Junghiatu | 2:00,35 | Q     |
| 5       | Shireen Bailey   | 2:00,41 | q     |
| 6       | Kaisa Ylimäki    | 2:06,37 |       |

Bieg 2
| Miejsce | Zawodniczka       | Czas    | Uwagi |
| ------- | ----------------- | ------- | ----- |
| 1       | Diane Edwards     | 2:03,59 | Q     |
| 2       | Milena Strnadová  | 2:03,59 | Q     |
| 3       | Lubow Kiriuchina  | 2:03,65 | Q     |
| 4       | Rosa Colorado     | 2:03,74 | Q     |
| 5       | Christine Wachtel | 2:03,81 | q     |
| 6       | Violeta Beclea    | 2:04,86 | q     |

Bieg 3
| Miejsce | Zawodniczka         | Czas    | Uwagi |
| ------- | ------------------- | ------- | ----- |
| 1       | Nadieżda Olizarenko | 2:02,12 | Q     |
| 2       | Gabriela Sedláková  | 2:02,57 | Q     |
| 3       | Slobodanka Čolović  | 2:02,59 | Q     |
| 4       | Lorraine Baker      | 2:02,62 | Q     |
| 5       | Regine Berg         | 2:02,67 | q     |

### Półfinały
Rozegrano dwa półfinały. Do finału awansowały po cztery najlepsze zawodniczki każdego biegu półfinałowego (Q).
Półfinał 1
| Miejsce | Zawodniczka        | Czas    | Uwagi |
| ------- | ------------------ | ------- | ----- |
| 1       | Lubow Gurina       | 1:59,66 | Q     |
| 2       | Milena Strnadová   | 2:00,02 | Q     |
| 3       | Mitica Junghiatu   | 2:00,02 | Q     |
| 4       | Christine Wachtel  | 2:00,36 | Q     |
| 5       | Shireen Bailey     | 2:00,50 |       |
| 6       | Lorraine Baker     | 2:02,03 |       |
| 7       | Slobodanka Čolović | 2:02,59 |       |
| 8       | Rosa Colorado      | 2:05,56 |       |

Półfinał 2
| Miejsce | Zawodniczka         | Czas    | Uwagi |
| ------- | ------------------- | ------- | ----- |
| 1       | Sigrun Wodars       | 1:58,26 | Q     |
| 2       | Nadieżda Olizarenko | 1:58,70 | Q     |
| 3       | Gaby Bußmann        | 1:58,97 | Q     |
| 4       | Lubow Kiriuchina    | 1:59,05 | Q     |
| 5       | Gabriela Sedláková  | 2:00,61 |       |
| 6       | Diane Edwards       | 2:00,84 |       |
| 7       | Regine Berg         | 2:02,05 |       |
| 8       | Violeta Beclea      | 2:08,25 |       |

### Finał
| Miejsce | Zawodniczka         | Czas    |
| ------- | ------------------- | ------- |
| 1       | Nadieżda Olizarenko | 1:57,15 |
| 2       | Sigrun Wodars       | 1:57,42 |
| 3       | Lubow Gurina        | 1:57,73 |
| 4       | Gaby Bußmann        | 1:58,57 |
| 5       | Milena Strnadová    | 1:58,89 |
| 6       | Mitica Junghiatu    | 1:59,22 |
| 7       | Lubow Kiriuchina    | 1:59,67 |
| 8       | Christine Wachtel   | 2:00,02 |